# Asociación de Fútbol de Mauricio
La Asociación de Fútbol de Mauricio (en inglés: Mauritius Football Association; abreviado MFA) es el organismo rector del fútbol en Mauricio. Fue fundada en 1952, desde 1962 es miembro de la FIFA y desde 1963 de la CAF. Organiza el campeonato de Liga y de Copa, así como los partidos de la selección nacional en sus distintas categorías.